# Бем Адам Пилипович
Ада́м Пили́пович Бе́м (1900, Харків, Російська імперія — до 1986 року, Харків, СРСР) — український та радянський футболіст німецького походження, а згодом футбольний тренер, відомий завдяки роботі з харківськими клубами «Дзержинець» та «Локомотив».

## Життєпис
Адам Бем народився у 1900 році. За національністю — німець. Футболом почав займатися у 16-річному віці. З 1916 року захищав кольори харківського клубу «Уніон», що згодом змінив назву на «Світло шахтаря». З 1921 року залучався до лав збірної Харкова, а у 1924 році став у її складі чемпіоном СРСР, однак під час турніру на поле не виходив. Викликався до збірної УРСР з футболу. У 1925 році отримав запрошення від «Динамо» (Харків), де було зібрано найкращих футболістів міста, однак не зрадив рідний заводський клуб, за який виступав протягом усієї кар'єри. Брав участь у міжнародних зустрічах з командами Франції, Австрії, Німеччини, Туреччини та Уругваю.
На тренерській роботі з 1930 року. Протягом тривалого часу очолював ФК «Сталінець». У 1944—1945 роках працював тренером у харківському «Локомотиві», однак змушений був залишити посаду через хворобу та проблеми політичного характеру. У 1946 році нетривалий період працював разом з Олексієм Костилєвим та Миколою Наумовим тренером донецького «Стахановця». Протягом 1947—1948 років очолював харківський «Дзержинець», а у 1949 році знову повернувся до «Локомотива». До останніх днів життя працював з молоддю.

## Досягнення
- Чемпіон СРСР (1): 1924
- Чемпіон УСРР (3): 1921, 1924, 1927